# Бабич, Ален
Ален Бабич (хорв. Alen Babić; род. 17 ноября 1990, Риека, Хорватия) — хорватский боксёр-профессионал, выступающий в первой тяжёлой, в бриджервейте, и в тяжёлой весовых категориях. Участник чемпионата Европы (2017), двукратный чемпион (2014, 2016) и трехкратный призёр (2015, 2017, 2018) национального чемпионата Хорватии в любителях.
Лучшая позиция в рейтингах основных международных боксёрских организаций — 4-й в рейтинге WBC (март 2024), — входя в ТОП-5 лучших боксёров бриджервейта всего мира.

## Биография
Родился 17 ноября 1990 года в городе Риека, в Хорватии.

## Любительская карьера
Двукратный чемпион (2014, 2016), двукратный серебряный призёр (2015, 2018) и бронзовый призёр (2017) в тяжёлом весе (до 91 кг) национального чемпионата Хорватии.
В июне 2017 года участвовал в чемпионате Европы в Харькове (Украина) выступая в тяжёлом весе (до 91 кг), где он проиграл в первом же раунде соревнований, уступив раздельным решением судей (счёт 2:3) болгарину Кристияну Димитрову.

## Профессиональная карьера
11 июля 2019 года начал свою карьеру профессионального боксёра в Риме (Италия), в рамках супертяжёлого веса, победив техническим нокаутом во 2-м раунде серба Лазара Стояновича (0-6-1).
22 августа 2020 года в Брентвуде (Великобритания) досрочно победил техническим нокаутом во 2-м раунде опытного американца Шонделла Терелла Уинтерса (13-3) — большую часть карьеры выступавшего в рамках 1-го тяжёлого веса.
12 июня 2021 года в Ньюкасле (Великобритания) досрочно победил техническим нокаутом в 3-м раунде опытного британца Дамиана Чемберса (11-1) — обычно выступающего в рамках 1-го тяжёлого веса.
В июле 2021 года успешно проводил спарринги с таким опытным чемпионом, топовым супертяжеловесом, как британец Джо Джойс (13-0, 12 KO).
7 августа 2021 года в Брентвуде (Великобритания) досрочно победил путём отказа противника от продолжения боя после 5-го раунда стойкого британца Марка Беннетта (7-1).
18 декабря 2021 года в Манчестере (Великобритания) досрочно нокаутом в 6-м раунде победил опытного француза Дэвида Спилмонта (11-7-1). Хотя во 2-м раунде левша Спилмонт серьёзно его потряс и был близок к досрочной победе нокаутом, но Бабичу удалось выжить и дотянуть до конца раунда. В последующих раундах Бабич перехватил инициативу, дважды отправил своего оппонента в нокдаун, и в 6-м раунде довел дело до нокаута.И после этого боя заявил, что продолжая свою профессиональную карьеру собирается завоевать титул чемпиона мира в первом тяжёлом весе и в бриджервейте, считая себя самым «маленьким» и неконкурентным среди топовых супертяжей. Надо заметить что во всех проведённых им десяти профессиональных боях его боевой вес обычно колебался от 90,4 кг до 100 кг — как раз в рамках первого тяжёлого веса (до 90,72 кг) и до бриджервейта (до 101,6 кг).
21 мая 2022 года в Лондоне (Великобритания), в конкурентном бою единогласным решением судей (счёт: 95-93, 97-91 — дважды) победил поляка Адама Бальского (16-1, 9 KO).

### Бой за титул WBC в бриджервейте
В декабре 2022 года первый чемпион бриджервейта (до 101, 6 кг) Оскар Ривас получил травму глаза, а в январе 2023 года был лишен титула. Его пояс был разыгран между Бабичем и 37-летним польский нокаутёром Лукашем Розански (15-0, 14 KO). С первых секунд боя бойцы приняли силовой размен без разведки. В одном из эпизодов в середине раунда поляк поймал Бабича коротким левым заметно потряс, а после добивания послал в полноценный нокдаун. Бабич встал, был готов продолжать, но почти сразу был снесен ещё раз минуту до конца первого раунда.
Бой со Стивом Робинсоном
31 марта 2024 года в андеркарде боя Фабио Уордли - Фрейзер Кларк в Лондоне (Великобритания) встретился с британским тяжеловесом Стивом Робинсоном (6-2, 4 КО). Как и ожидалось хорват агрессивно пошел вперед и начали давить. Робинсон работал вторым номером в надежде на усталость оппонента. Односторонний бой продлился до 6-го раунда пока рефери не надоело и он не остановил бой. Бабич победил ТКО 6.

#### Бой с Джонни Фишером
6 июля 2024 года в Великобритании в вечере бокса Эдди Хёрна на DAZN встретится с небитым проспектом Джонни Фишером (11-0, 10 КО)

## Статистика профессиональных боёв
В таблице перечислены результаты всех поединков боксёров.
В каждой строке указан результат поединка. Дополнительно номер поединка обозначен цветом, который обозначает итог поединка. Расшифровка обозначений и цветов представлена в нижеследующей таблице.
| Пример | Расшифровка                     |
| ------ | ------------------------------- |
|        | Победа                          |
|        | Ничья                           |
|        | Поражение                       |
|        | Планируемый поединок            |
|        | Поединок признан несостоявшимся |
| КО     | Нокаут                          |
| ТКО    | Технический нокаут              |
| PTS    | Решение судей (по очкам)        |
| UD     | Единогласное решение судей      |
| MD     | Решение большинства судей       |
| SD     | Раздельное решение судей        |
| RTD    | Отказ от продолжения боя        |
| DQ     | Дисквалификация                 |
| NC     | Поединок признан несостоявшимся |

| 13 поединков, 12 побед (11 нокаутом), 1 поражение. | 13 поединков, 12 побед (11 нокаутом), 1 поражение. | 13 поединков, 12 побед (11 нокаутом), 1 поражение. | 13 поединков, 12 побед (11 нокаутом), 1 поражение. | 13 поединков, 12 побед (11 нокаутом), 1 поражение.            | 13 поединков, 12 побед (11 нокаутом), 1 поражение. | 13 поединков, 12 побед (11 нокаутом), 1 поражение.                     |
| Бой                                                | Рекорд                                             | Дата боя                                           | Соперник                                           | Место проведения боя                                          | Раундов, время                                     | Дополнительно                                                          |
| -------------------------------------------------- | -------------------------------------------------- | -------------------------------------------------- | -------------------------------------------------- | ------------------------------------------------------------- | -------------------------------------------------- | ---------------------------------------------------------------------- |
| 12                                                 | 11-1                                               | 22 апреля 2023                                     | Лукаш Ружаньский (14-0)                            | G2A Arena, Жешув, Польша                                      | TKO 1 (12), 2:10                                   | Бой за вакантный титул чемпиона мира по версии WBC в весе бриджервейт. |
| 11                                                 | 11-0                                               | 21 мая 2022                                        | Адам Бальский (16-1)                               | O2 Арена, Гринвич, Лондон, Великобритания                     | UD 10 (10)                                         | Счёт судей: 95-93, 97-91 (дважды).                                     |
| 10                                                 | 10-0                                               | 18 декабря 2021                                    | Дэвид Спилмонт (11-7-1)                            | Манчестер Арена, Манчестер, Великобритания                    | KO 6 (8), 0:53                                     |                                                                        |
| 9                                                  | 9-0                                                | 30 октября 2021                                    | Эрик Молина (28-7)                                 | O2 Арена, Гринвич, Лондон, Великобритания                     | TKO 2 (8), 1:30                                    |                                                                        |
| 8                                                  | 8-0                                                | 7 августа 2021                                     | Марк Беннетт (7-1)                                 | Matchroom HQ Garden, Брентвуд, Эссекс, Великобритания         | RTD 5 (8), 3:00                                    |                                                                        |
| 7                                                  | 7-0                                                | 12 июня 2021                                       | Дамиан Чемберс (11-1)                              | Eagles Community Arena, Ньюкасл, Тайн-энд-Уир, Великобритания | TKO 3 (6), 1:30                                    |                                                                        |
| 6                                                  | 6-0                                                | 21 ноября 2020                                     | Том Литтл (10-8)                                   | Уэмбли Арена, Уэмбли, Лондон, Великобритания                  | TKO 3 (8), 2:38                                    |                                                                        |
| 5                                                  | 5-0                                                | 4 октября 2020                                     | Нил Кеннеди (13-1-1)                               | Marshall Arena, Милтон-Кинс, Англия, Великобритания           | TKO 3 (8), 0:34                                    |                                                                        |
| 4                                                  | 4-0                                                | 22 августа 2020                                    | Шонделл Терелл Уинтерс (13-3)                      | Matchroom Fight Camp, Брентвуд, Эссекс, Великобритания        | TKO 2 (8), 2:20                                    |                                                                        |
| 3                                                  | 3-0                                                | 25 октября 2019                                    | Рамази Гогичашвили (14-29-2)                       | Allianz Cloud, Милан, Италия                                  | KO 2 (4), 0:43                                     |                                                                        |
| 2                                                  | 2-0                                                | 20 июля 2019                                       | Морган Дессо (5-6)                                 | O2 Арена, Гринвич, Лондон, Великобритания                     | KO 1 (4), 0:56                                     |                                                                        |
| 1                                                  | 1-0                                                | 11 июля 2019                                       | Лазар Стоянович (0-6-1)                            | Стадион Николы Пьетранджели, Рим, Италия                      | TKO 2 (4), 1:19                                    | Дебют в профессиональном боксе.                                        |
| Бой                                                | Рекорд                                             | Дата боя                                           | Соперник                                           | Место проведения боя                                          | Раундов, время                                     | Дополнительно                                                          |